# Біруні
Біруні (Беруні; до 1957 року — Шаббаз; кар. Byeruniy; узб. Беруний, Beruniy) — місто районного підпорядкування в Узбекистані, центр Бірунійського району Каракалпакстану.
Місто розташоване на каналі Андреєв'яп на правобережжі Амудар'ї, за 141 км на південний схід від Нукуса, за 15 км на південний захід від залізничної станції Еллікала на лінії Нукус—Міскін.
Населення 66 090 мешканців (перепис 2018)

## Економіка
Бавовноочисний завод, бавовнопрядильна, бавовноткацька фабрики та інші підприємства.

## Транспорт
Найближча залізнична станція Ургенч розташована на відстані 20 кілометрів напротилежному березі Амудар'ї.

## Історія
У минулому — поселення Хорезм, Шаббаз (назва від імені шейха Аб-баса Валі). У 1957 році перейменоване на честь перського вченого й енциклопедиста Абу Райхана Біруні (973—1048). Статус міста з 1962 року.

## Персоналії
- Аль Біруні (973—1048) — хорезмський вчений-енциклопедист.